# Hemerobius exoterus
Hemerobius exoterus är en insektsart som beskrevs av Navás 1936. Hemerobius exoterus ingår i släktet Hemerobius och familjen florsländor. Inga underarter finns listade i Catalogue of Life.